# Sabrina, the Teenage Witch
Sabrina, the Teenage Witch (en català Sabrina, la bruixa adolescent) és una sèrie de ficció estatunidenca basada en els còmics Sabrina, the Teenage Witch.
El primer capítol fou retransmès a finals de 1996 als Estats Units al canal ABC, i finalitzà el 2003 al canal The WB.

## Trama
La sèrie se centra en la Sabrina Spellman (Melissa Joan Hart), que és una estudiant de setze anys que viu en una casa d'aspecte victorià a Westbridge, Boston, Massachusetts, amb les seves dues ties Hilda i Zelda Spellman (Caroline Rhea i Beth Broderick respectivament) i el seu gat parlant Salem Saberhagen (amb la veu original de Nick Bakay).
La Sabrina duu la vida normal i corrent d'una noia de la seva edat, va a l'escola preparatòria i li agrada anar a la pizzeria Slicery amb els seus amics. Però tot canvia radicalment el dia del seu 16è aniversari, quan les seves ties li revelen el gran secret de la família: són bruixes, fins i tot ella tot i que és mig bruixa mig mortal. Des d'aquest moment la Sabrina va descobrint els seus poders, que el seu gat Salem en realitat és un home que volia dominar el món, i que rebé per càstig quedar-se convertit en la forma de gat, i fins i tot un armari normal on guardaven les tovalloles en realitat és un passatge per anar a l'Altra Esfera, una dimensió en què viuen bruixots i bruixes i que els ofereix la possibilitat de poder anar a Mart o a la Lluna, entre d'altres moltes coses, com viatges en el temps i l'espai.
La sèrie retrata l'adolescència de la Sabrina, a la primera temporada coneix el seu primer xicot, Harvey Kinkle (Nate Richert) i la seva enemiga Libby Chessler (Jenna Leigh Green) i la seva primera millor amiga Jennifer Kelley (Michelle Beaudoin). En aquesta temporada, la Sabrina descobreix molts fets de la seva nova vida normal, com l'edat de les seves ties, que superen els 600 anys, i els seus deures com a bruixes, car la màgia en adolescents està restringida. Un d'aquests requisits és que no pot veure la seva mare, car és mortal i no una persona màgica, i veure-la significaria que quedaria convertida en cera. A la segona temporada, després d'anar-se'n la Jennifer, la Sabrina coneix una altra noia tímida, la Valerie Birkhead (Lindsay Sloane), la qual es torna la seva nova millor amiga. A la segona temporada la Sabrina i la Harvey decideixen conèixer i sortir amb altres persones, tot i que al final tots dos descobreixen que prefereixen estar junts. A la segona i tercera temporada la Sabrina ha de treballar per obtenir la seva llicència de bruixa i poder utilitzar la màgia lliurement, per això el Consell de Bruixes li assigna un sinodal, encarregat d'ensenyar la Sabrina perquè passi la prova. Quan la Sabrina acredita les seves proves, ha de descobrir el secret familiar dels Spellman per poder utilitzar la llicència de bruixes.
A la quarta temporada, després de rebre la seva llicència de bruixa experta, es converteix en institutriu d'una noia anomenada Dreama (China Shavers) i apareix el seu pitjor malson: un mortal que és caçabruixes, anomenat Brad Alcerro (Jon Huertas) es converteix en el millor amic d'en Harvey. El director Williard Kraft (Martin Mull), per la seva part, s'enamora de la Zelda Spellman després d'acabar amb la Hilda. En acabar la temporada, el Consell de Bruixes avisa a la Sabrina que el mortal Harvey Kinkle ja no pot oblidar quan ha estat embruixat, perquè arribà al seu límit de màgia. Els embruixos afecten en Harvey, però ja no pot oblidar-los, en Harvey descobreix que la Sabrina és bruixa i s'enfada amb ella per no haver-li-ho dit, per la qual cosa acaben la seva relació. La Hilda compra una botiga de rellotges i la Zelda acaba la seva relació amb en Kraft.
A la cinquena temporada, després d'acabar la relació amb en Harvey i quedar només com amics, la Sabrina acaba els seus estudis a l'escola, ingressa a la universitat Addams i coneix nous amics: Morgan Cavanaugh (Elisa Donovan), Roxie King (Soleil Moon Frye), una noia pesada que es converteix en la seva companya d'habitació al campus de la universitat, i Miles Goodman (Trevor Lissauer), qui creu en l'existència d'éssers d'altres planetes i està interessat en l'astronomia. En aquesta temporada, la Sabrina no pot relacionar-se amb ningú perquè continua pensant en en Harvey, i tot i que en Josh li interessa, ell té una relació momentània amb la Morgan. La Hilda compra la cafeteria on la Sabrina treballa, després de fracassar en el seu negoci de rellotges, mentre que la Zelda es converteix en professora de física quàntica a la Universitat Addams. Al final de la temporada, la Sabrina i en Josh comencen una relació. En aquesta temporada es dona un canvi important en la trama. Els problemes de la Sabrina deixen de ser d'adolescent per convertir-se en problemes de jove adult, la Sabrina ja no ha de bregar amb permisos, xicots o tenir un cotxe, sinó aprendre la responsabilitat de l'escola a la qual assisteix, equilibrar bé el seu temps, tenir cura dels diners i treballar. La Sabrina empra cada cop menys la seva màgia per resoldre els seus problemes i la sèrie s'enfoca més en la vida de la Sabrina i no en els seus deures com a bruixa.